# Тимчасовий уряд
Тимчасо́вий у́ряд — уряд, який створюють під час надзвичайного стану після падіння попереднього режиму. Тимчасовий уряд має повноваження до створення постійного уряду. Тимчасові уряди часто створюють під час війни або революції.